# Yttreträsket, Västerbotten
Yttreträsket är en sjö i Skellefteå kommun i Västerbotten och ingår i Bureälvens huvudavrinningsområde. Sjön har en area på 0,0608 kvadratkilometer och ligger 73,9 meter över havet. Sjön avvattnas av vattendraget Bureälven.

## Delavrinningsområde
Yttreträsket ingår i det delavrinningsområde (716306-174237) som SMHI kallar för Namn saknas. Medelhöjden är 89 meter över havet och ytan är 23,32 kvadratkilometer. Räknas de 59 avrinningsområdena uppströms in blir den ackumulerade arean 545,1 kvadratkilometer. Avrinningsområdets utflöde Bureälven mynnar i havet. Avrinningsområdet består mestadels av skog (67 procent), öppen mark (10 procent) och jordbruk (12 procent). Avrinningsområdet har 0,2 kvadratkilometer vattenytor vilket ger det en sjöprocent på 0,9 procent.